# Zakrzasek
Zakrzasek – część wsi Brenna w Polsce, położona w woj. śląskim, w pow. cieszyńskim, w gminie Brenna. Znajduje się na północnym grzbiecie wzniesienia Zakrzosek w Paśmie Równicy w Beskidzie Śląskim, na śródleśnych, polanach położonych na wysokości 639–696 m n.p.m.
Przez Zakrzasek biegnie niebieski szlak turystyczny.
 schronisko PTTK na Równicy – Beskidek – przełęcz Beskidek – Orłowa – Świniarka – Zakrzosek – Trzy Kopce Wiślańskie. Odległość 8 km, suma podejść 280 m, czas przejścia 2:25 godz., z powrotem 2:35 godz.